# Regiunea Șumen
Șumen este o regiune (oblastie) în estul Bulgariei. Se învecinează cu regiunile Dobrici, Varna, Burgas, Sliven, Târgoviște, Razgrad și Silistra. Capitala sa este orașul omonim. 